# Jasmin Pokerschnig
Jasmin Pokerschnig (* 23. August 1962; heimatberechtigt in Zürich) ist eine Schweizer Politikerin (Grüne).

## Leben
Jasmin Pokerschnig schloss 1981 eine Lehre als Verkäuferin und 1996 eine Ausbildung zur kaufmännischen Angestellten ab. 2004 absolvierte sie ein Studium in Sozialer Arbeit an der Hochschule Luzern. Sie arbeitet seit 2009 als Sozialarbeiterin in der Justizvollzugsanstalt Pöschwies in Regensdorf. Sie lebt in Zürich.

## Politik
Jasmin Pokerschnig wurde 2019 in den Kantonsrat des Kantons Zürich gewählt. Sie ist seit 2019 Mitglied der Kommission für Wirtschaft und Abgaben.
Pokerschnig ist Vorstandsmitglied der Kreispartei Grüne 3/9 der Stadt Zürich und Vorstandsmitglied der Grünen Stadt Zürich.